# Cusina
Cusina ou Koutzinas (en grec ancien : Κουτζίνας) est un chef berbère qui joue un rôle majeur dans les guerres de l'Empire byzantin contre les tribus berbères de Byzacène et de Tripolitaine au milieu du VIe siècle, combattant à la fois avec et contre les Byzantins. Fidèle allié byzantin au cours des dernières étapes de la rébellion berbère, il contribue largement à la victoire finale de Jean Troglita aux champs de Caton en 548. Il reste un vassal impérial jusqu'à son assassinat en 563 par le nouveau préfet du prétoire d'Afrique, Jean Rogathinos.

## Biographie
Cusina est d'origine mixte. Son père est un berbère des Massyles de la région des Nemenchas tandis que sa mère est d'origine romaine. Vers 533, il commande les Mastraciani, un groupe de Berbères nomades ou semi-nomades habitant la Byzacène (actuelle Tunisie centrale), probablement dans la région steppique située à l’ouest de l’axe Thélepte-Capsa. 
Au déclenchement de la guerre des Vandales, il se soumet et promet son alliance aux Byzantins récemment débarqués en Afrique. En 533-534, après la conquête du royaume vandale, plusieurs soulèvements interviennent au sein des tribus berbères de la Byzacène, inquiets des ambitions des byzantins pour l'Afrique. Cusina est mentionné par l'historien byzantin Procope de Césarée comme l'un des chefs de la rébellion de la province, aux côtés d'Esdilasas, Medisinissas et Iourphouthès. Coalisés, les chefs berbères parviennent à vaincre et tuer les officiers byzantins Aïgan et Rufin en Byzacène. Toutefois, durant le printemps 535, les rebelles sont vaincus par le commandant byzantin Solomon lors des batailles de Mammès et du mont Bourgaon. Cusina est alors contraint de se replier vers les Aurès, en Numidie, où il obtient la protection du chef berbère local, Iaudas,. Mais en 539, Iaudas est attaqué à son tour par les Byzantins et expulsé de l’Aurès, désormais occupé et encerclé de forteresses. Cusina n’est pas évoqué au moment de la conquête de ce massif par les Byzantins, mais il semble s’être alors soumis et avoir bénéficié à ce titre d’une sorte de reconnaissance officielle à proximité de cette région. 
Cusina disparait des sources jusqu'en 544. À cette date, selon le poème épique La Johannide de l'écrivain romain Corippe, il est un chef de tribus de Numidie allié des Byzantins, et ami de Solomon,.
En 544, la rébellion berbère, réprimée par Solomon après la pacification des tribus de l'Aurès en 540, éclate de nouveau en Tripolitaine pour s'étendre rapidement en Byzacène, où les Berbères sont dirigés par Antalas,. Cusina décide de s'opposer à la révolte et conduit son propre peuple, les Mastraciani aux côtés de l'armée byzantine.
En 544, Solomon est finalement battu et tué par Antalas lors de la bataille de Cillium, et, l'année suivante, la position byzantine vacille face aux Berbères. À la fin de l'année 545, Cusina et Iaudas rejoignent Antalas qui marche vers Carthage, la capitale et la principale forteresse des Byzantins en Afrique. Cusina s'entend secrètement avec le gouverneur byzantin, Aréobindus, pour trahir Antalas au moment de la bataille. Toutefois, Aréobindus révèle ce plan à Guntharic, un général byzantin qui était en contact avec Antalas, et qui décide de trahir Aréobindus. Pour obtenir le temps de se préparer, Guntharic conseille à Aréobindus de prendre l'enfant de Cusina en otage. Lors de ces événements, Guntharic déclenche une révolte à Carthage que le pacifique Aréobindus est incapable de réprimer. Il est exécuté et remplacé comme gouverneur par Guntharic. Après que ses objectifs furent dévoilés par Guntharic à Antalas, Cusina change de camp à nouveau et s'allie avec Guntharic, lui donnant sa mère et son fils comme otages. Aux côtés du général arménien Artabanès, il poursuit Antalas, remportant une victoire contre les forces rebelles près d'Hadrumetum.
Au cours de l'hiver 546/547, lorsque le nouveau gouverneur et général en chef byzantin, Jean Troglita, arrive en Afrique, Cusina et ses partisans le rejoignent et participent à l'expédition qui voit la défaite et la soumission d'Antalas. Peu après, Cusina reçoit le rang militaire suprême de magister militum de la part de Troglita. Lors de l'été 547, Cusina accompagne Troglita dans sa campagne contre les tribus de Tripolitaine dirigées par Carcasan. Avant la bataille de Marta, il conseille d'attaquer les forces rebelles mais l'armée byzantine subit une lourde défaite par les forces de Carcasan,. Au cours du même hiver, Cusina se querelle avec un autre chef berbère pro-byzantin, Ifisdaïas. Leur dispute menace de se transformer en conflit ouvert mais l'intervention de Troglita prévient toute aggravation, le général byzantin parvient à réconcilier les deux hommes par l'intermédiaire de l'émissaire Jean.
Au cours du printemps 548, il participe de nouveau à la campagne de Troglita. Selon Corippe, il est à la tête de 30 000 hommes, divisés en unités forte d'un millier d'hommes dirigées chacune par un dux berbère. Ce nombre pourrait inclure les troupes byzantines dirigées par Cusina. Durant la campagne, Cusina et les autres chefs berbères interviennent de manière déterminante dans la répression d'une quasi-mutinerie au sein des rangs byzantins, causée par la stratégie de la terre brûlée menée par Antalas. Le soutien constant des Berbères permet à Troglita de surmonter la crise et de conduire son armée contre les forces de Carcasan et Antalas. Cusina joue un rôle décisif lors de la bataille des champs de Caton, qui se termine par une victoire décisive des Byzantins et la mort de Carcasan. Cet événement entraîna l'écrasement de la révolte et Antalas ainsi que les autres leaders survivants se soumirent à Troglita,.
Après cela, Cusina reste un vassal de l'Empire, recevant régulièrement de l'argent de la part des autorités byzantines. Il est alors décrit alors comme un chef largement et régulièrement stipendié par les Byzantins, dont il était l’allié et probablement le principal représentant auprès des Berbères de Numidie, jouant ainsi un rôle équivalent à celui d’un préfet de tribu. Toutefois, en janvier 563, le nouveau préfet d'Afrique Jean Rogathinos, pour des raisons inconnues, cesse de poursuivre le versement d'argent et fait assassiner Cusina alors qu'il venait chercher cette somme, provoquant le soulèvement de ses fils,.

## Référencement